# Sengoku (okres)
Sengoku (jap. 戦国時代 Sengoku-jidai; okres Sengoku) – okres w historii Japonii przypadający na lata 1467 (lub 1493)–1573. Za początek tego okresu uznaje się „zamach stanu ery Meiō”, kiedy dziesiąty siogun rodu Ashikaga, Yoshitane, został wypędzony ze stolicy przez Masamoto Hosokawę lub początek wojny Ōnin przypadający na 1467 rok. Okres zamyka obalenie siogunatu Ashikaga (Ashikaga-bakufu lub Muromachi-bakufu) przez Nobunagę Odę w 1573 roku. Okres ten bywa przyporządkowywany jako część okresu Muromachi lub część okresu Azuchi-Momoyama. W okresie tym konsekwentnie malały wpływy siogunatu, co doprowadziło do walk o wpływy pomiędzy poszczególnymi daimyō.

## Znaczenie nazwy
Zbieżność znaczeniowa nazwy (i pisowni znakowej) japońskiej ery z okresem Walczących Królestw w historii Chin spowodowała, że okres ten w przypadku Japonii jest często nazywany „erą walczących państw”, co nie oddaje rzeczywistej sytuacji. Walkę ze sobą toczyli bowiem lokalni władcy (daimyō). Z tego powodu właściwszym tłumaczeniem jest: „okres kraju w wojnie”, „era konfliktów militarnych" lub „era walczących prowincji”, czyli zgodnie z przyjętym nazewnictwem podziału administracyjnego ówczesnej Japonii.

## Zarys
Istnieją dwa różne poglądy określające początek okresu Sengoku. Początkowo silnym poparciem cieszyła się teoria, według której okres ten rozpoczyna się w 1467 roku wraz z wybuchem wojny Ōnin, lecz po jej zakończeniu władza nadal pozostawała w rękach siogunatu. Wpływy siogunatu zaczęły słabnąć około 1490 roku. Dziś większą popularnością cieszy się druga z teorii, która przypisuje początek okresu Sengoku na rok 1493, w którym doszło do zamachu stanu.
Odnośnie do daty zakończenia okresu także istnieją podzielone opinie. Według powszechnego poglądu, przyjmuje się zakończenie okresu na rok 1573, kiedy Nobunaga Oda wygnał sioguna Yoshiakiego Ashikagę z Kioto. Jest to rok zakończenia okresu Muromachi i rozpoczęcia okresu Azuchi-Momoyama (odnośnie do rozpoczęcia okresu Azuchi-Momoyama także istnieją rozbieżne opinie). Według innych opinii, okres Sengoku kończy się w roku 1576, kiedy Nobunaga wyruszył do Azuchi lub w roku 1590, w którym Hideyoshi Toyotomi podporządkował sobie późny ród Hōjō, zjednoczył wszystkie prowincje i nastąpił koniec walk o dominację.